# Gaffeltandmoskommetje
Het gaffeltandmoskommetje (Bryoscyphus dicrani) is een schimmel behorend tot de familie Helotiaceae. Het leeft bij levend bladmossen.

## Kenmerken
De apothecia (vruchtlichamen) zijn witachtige room van kleur. De asci hebben de volgende kleurreacties: IKI-. De ascosporen hebben min of meer een diamant vorm en meten (15)17-22,5(24) × (5)6-8(10) µm.

## Verspreiding
Het gaffeltandmoskommetje is een Europese soort.
In Nederland komt het vrij zeldzaam voor. Het staat niet op de rode lijst en is niet bedreigd.

## Foto's

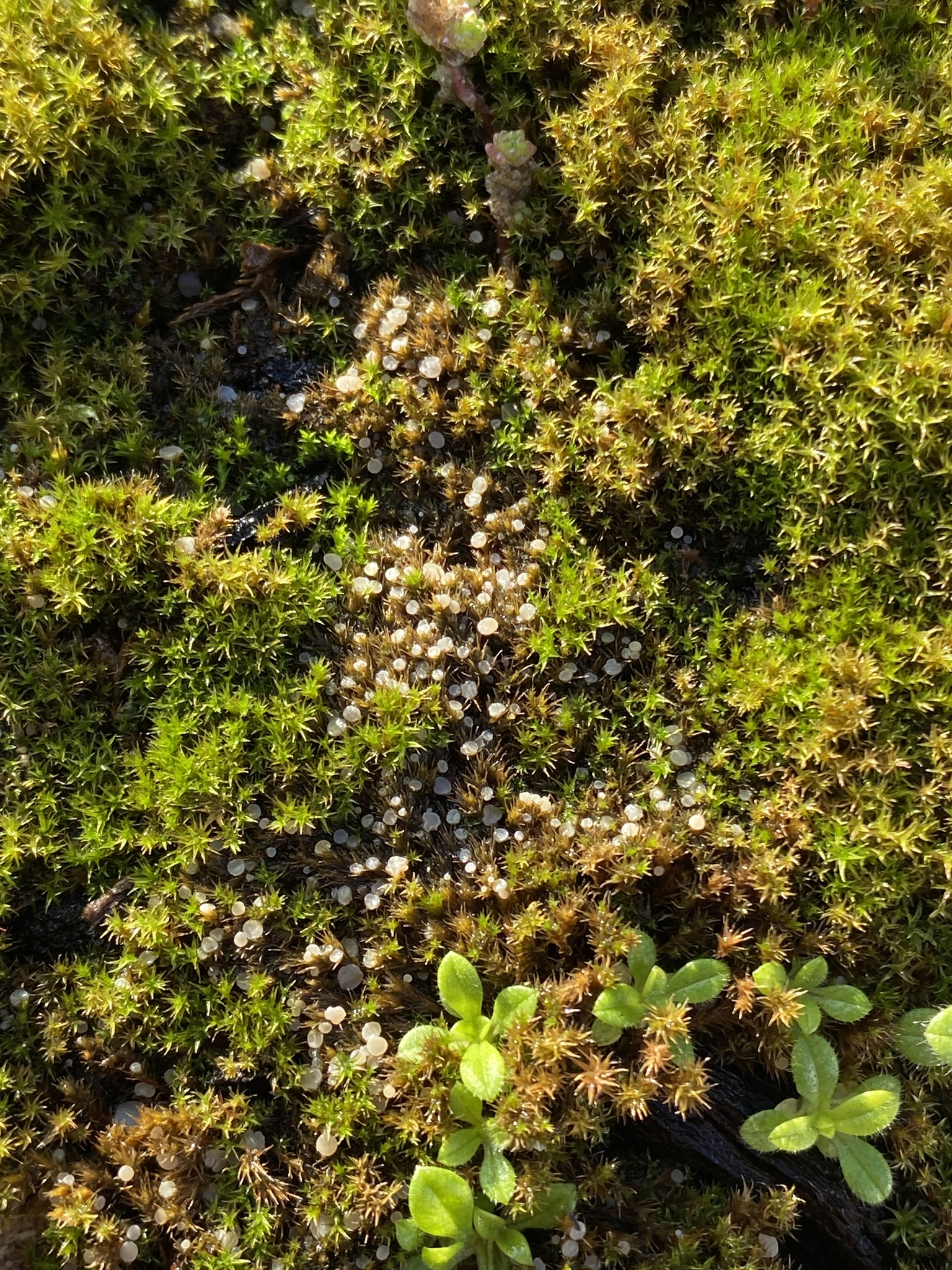
Habitat
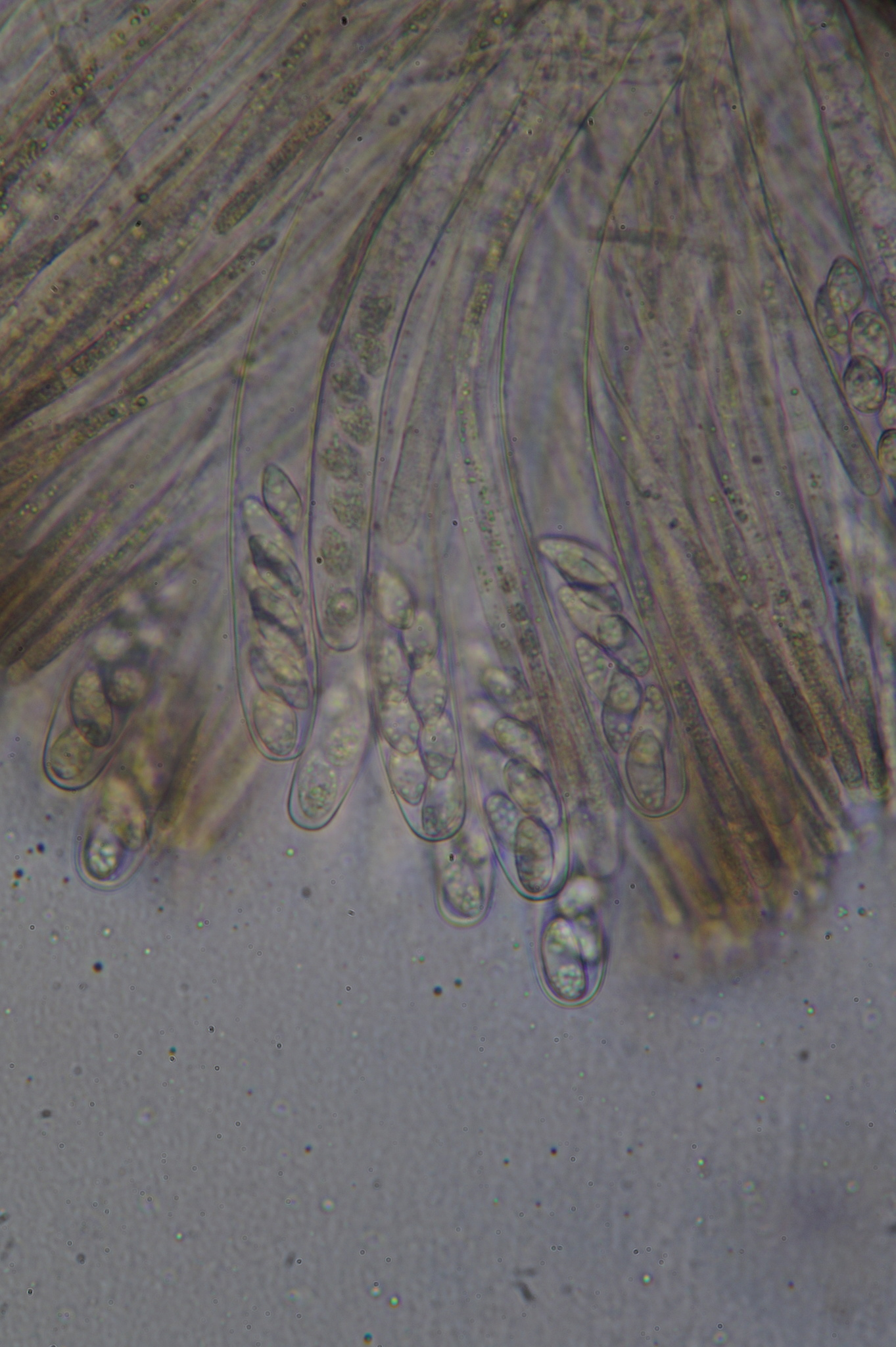
Asci met sporen